# Siladice
Siladice jsou obec na Slovensku v okrese Hlohovec. První záznamy o obci jsou z roku 1113. Žije zde 647 obyvatel.
V obci je římskokatolický kostel Všetkých Svätých z roku 1749.

## Památky

### Kostel Všechsvätých
Římskokatolický kostel původně barokní pochází z roku 1749. Počátkem 19. století byl kostel empírově upraven.
Zvon s nápisem pochází ze 17. století. Kostel a věřící ze Siladic jsou součástí církevního sboru v Šúrovci.

### Evangelická modlitebna
Budova modlitebny byla postavena v roce 1914 jako evangelická škola. V roce 1959 se přistavila k modlitebně věž. Po úpravách a zmodernizovaní slouží věřícím na bohoslužby ještě dnes. Evangelická modlitebna a věřící jsou součástí církevního sboru v Horné Zelenici.

## Slavné osobnosti
- Jozef Pospíšil – slovenský sochař oceněný titulem Zasložilý umělec
- Ján Šimonovič – slovenský básník, esejista a překladatel